# Mircea (nome)
Mircea  è un nome proprio di persona romeno maschile.

## Varianti in altre lingue
- Macedone: Мирче (Mirče)[1]

## Origine e diffusione
Si basa sull'elemento slavo mir, che può significare "pace" o "mondo"; tale elemento si ritrova in numerosi altri nomi di origine slava, come ad esempio Mira, Miran, Mirna, Mirko, Miroslavo e Vladimiro.

## Onomastico
Il nome è adespota, cioè non è portato da alcun santo. L'onomastico si festeggia pertanto il 1º novembre, festa di Tutti i Santi.

## Persone

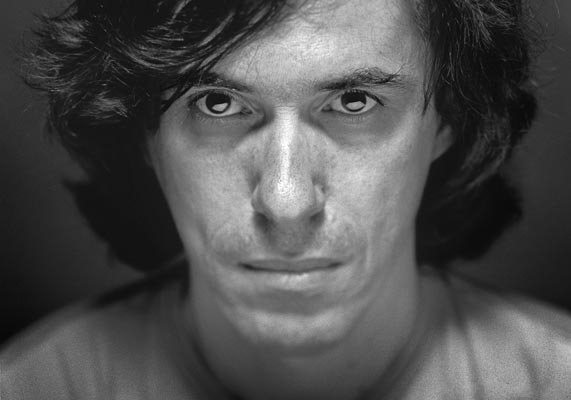
Mircea Cărtărescu

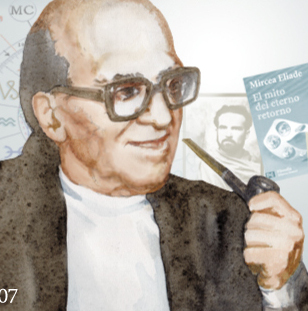
Mircea Eliade

- Mircea Badea, conduttore televisivo e attore rumeno
- Mircea Cărtărescu, poeta, scrittore e saggista rumeno
- Mircea I cel Bătrân, voivoda di Valacchia
- Mircea V Ciobanul, voivoda di Valacchia
- Mircea David, calciatore rumeno
- Mircea II di Valacchia, voivoda di Valacchia
- Mircea III Dracul, voivoda di Valacchia
- Mircea Eliade, storico delle religioni e scrittore rumeno
- Mircea Geoană, politico e diplomatico rumeno
- Mircea Grosaru, politico rumeno
- Mircea Irimescu, calciatore rumeno
- Mircea Lucescu, allenatore di calcio e calciatore rumeno
- Mircea Rednic, calciatore e allenatore di calcio rumeno
- Mircea Sandu, calciatore rumeno
- Mircea Snegur, politico moldavo

## Curiosità
- Il Mircea è un brigantino della Forțele Navale Române che prende il nome da Mircea I cel Bătrân, voivoda di Valacchia.